# Huascaromusca nigrifrons
Huascaromusca nigrifrons är en tvåvingeart som beskrevs av Jacques-Marie-Frangile Bigot 1878. Huascaromusca nigrifrons ingår i släktet Huascaromusca och familjen spyflugor. Inga underarter finns listade i Catalogue of Life.